# Les Wexner
Leslie Wexner dit Les Wexner, né le 8 septembre 1937 à Dayton dans l'Ohio, est un homme d'affaires milliardaire américain de Columbus (Ohio). Fils de Bella (née Cabakoff) et Harry Wexner. Ses deux parents étaient d'origine russo-juive. Son père est né en Russie et sa mère est née à Williamsburg, Brooklyn. Il a une sœur, Susan. Il a fréquenté l'université d'État de l'Ohio, avec un master en administration des affaires. Il est devenu membre de la fraternité Sigma Alpha Mu. Il a brièvement fréquenté le Moritz College of Law. Il est l'actuel président et PDG de l'entreprise Limited Brands qui exploite la marque mondialement connue Victoria's Secret.
Il serait impliqué dans l'affaire Epstein (2019), son nom revenant fréquemment dans la presse américaine parmi les possibles complices, dont le Français Jean-Luc Brunel.

## Liens présumés avec le crime organisé
En 1985, Arthur Shapiro, avocat et associé d'un important cabinet de Columbus, fut assassiné de deux balles dans la tête en plein jour. Plusieurs observateurs ont décrit ce meurtre comme présentant les caractéristiques d'un attentat mafieux,.
Avant sa mort, Shapiro était conseiller juridique et gestionnaire financier de Les Wexner, un rôle qui serait bientôt repris par Jeffrey Epstein. Bien que jamais élucidé, le meurtre a attiré l'attention sur le groupe de Wexner, notamment sur une enquête policière qui a conduit à des allégations de liens avec le crime organisé.
En particulier, il semble que la Limited ait sous-traité une partie importante de sa logistique à Walsh Trucking, dont les propriétaires auraient des liens étroits avec l'un des principaux syndicats du crime italien de New York. Elle a également collaboré sur un certain nombre de projets de centres commerciaux avec Edward DeBartolo, qui évoluait dans les mêmes cercles.
Ces allégations, entre autres, ont été révélées par le journaliste Bob Fitrakis, après avoir eu accès à un rapport de police surnommé plus tard « Le dossier du meurtre d'Arthur Shapiro ».

## Activités dans la politiques

### Parti républicain
George W. Bush a nommé Les Wexner pour servir dans la délégation honoraire qui l'accompagnera à Jérusalem pour la célébration du 60e anniversaire de l'État d'Israël en mai 2008,.
Les Wexner a organisé une collecte de fonds en 2012 pour Mitt Romney et a fait don de 250 000 $ à Restore Our Future (en), le super PAC de Mitt Romney,.
En 2015, Les Wexner a fait don de 500 000 $ au super Pac Right to Rise USA qui a soutenu la campagne présidentielle de Jeb Bush en 2016.

### Parti démocrate
The Columbus Dispatch a rapporté le 14 septembre 2018 que Les Wexner avait renoncé à son affiliation au Parti républicain en raison de changements dans sa nature. Les Wexner a fait ce commentaire peu de temps après que l'ancien président Barack Obama ait prononcé un discours lors du même panel du Columbus Partnership auquel Wexner s'est adressé,.

## Vie privée
Le 23 janvier 1993, Les Wexner a épousé Abigail S. Koppel, une avocate. Le couple a quatre enfants.